# Toek Numan
Toek Numan (Schagen, 26 augustus 1971) is een Nederlands componist.

## Opleiding
Numan studeerde compositie van 1990 tot 1996 aan het Sweelinck Conservatorium in Amsterdam bij Geert van Keulen. Hij studeerde ook muziekwetenschap, eerst aan de Universiteit van Amsterdam (1989-1990) en daarna aan de Universiteit Utrecht (1996-1997).

## Activiteiten
In 1996 debuteerde Numan als componist in het televisieprogramma Reiziger in Muziek met Burnout, geschreven voor het ensemble Combustion Chamber in opdracht van de VPRO. Numan werkte samen onder meer Tomoko Mukaiyama, René Eckhardt (piano), rietkwintet Calefax, Orkest De Volharding, het Nederlands Blazers Ensemble, Nieuw Sinfonietta Amsterdam, het Noord Nederlands Orkest, het Doelen Ensemble en het Ricciotti Ensemble. 
Numan heeft veel muziek geschreven op poëzie, onder andere voor producties van fluitiste Abbie de Quant, Het Amsterdams Kwintet en het ensemble Soil. Ook heeft hij filmmuziek geschreven en muziek voor dans en theater. Hij werkte onder meer samen met de beeldmakers Van Lotringen/Posthumus (Drambak Trost (2001) voor Calefax, en Stringtones (2003) voor het Mondriaan Kwartet) en met animator en grafisch vormgever Frans Schupp voor het programma Kijkshock 2 (2005). Numan onderzocht met regisseur  en choreograaf David Lakein hoe verschillende kunstdisciplines met elkaar kunnen communiceren in interdisciplinaire projecten, met als doel een idioom te ontwikkelen waarin verschillende disciplines op een constructieve manier kunnen communiceren bij het werken aan interdisciplinaire onderzoeksprojecten Tacheles (2002) en Planet Hope (2003/2005).

## Enkele Composities
- Burnout (1996), geschreven voor het ensemble Combustion Chamber in opdracht van de VPRO
- filmmuziek  voor Johnny (1997) van regisseur Dylan de Jong
- filmmuziek voor Billy’s bad (2001) van de gebroeders Simons
- Écriture Automatique (2004), voor het Nederlands Studenten Orkest tournee 2005
- Vier dichteressen op muziek (2004), op gedichten van Hanny Michaelis, M. Vasalis en Judith Herzberg, voor fluitiste Abbie de Quant
- Ik val en ik ruis en ik zing (2005/2006), op gedichten van Lucebert, voor fluitiste Abbie de Quant
- muziek op gedichten van Hendrik de Vries voor Het Amsterdams Kwintet (2004)
- muziek op gedichten van Hagar Peeters voor ensemble Soil (2005)
- Verdwenen in een leeg land (2011), op gedichten van zijn vader Karel Numan, geschreven voor het Amsterdams Bach Consort

## Prijzen en onderscheidingen
In 1999 ontving Numan de Aanmoedigingsprijs Muziek van de stad Amsterdam voor Il Giocoliere Errante (1998), geschreven voor het Asko Ensemble.